# Загородная улица (Колпино)
Загородная улица — улица в городе Колпино Колпинского района Санкт-Петербурга. Проходит от Московской линии железной дороги до Волховстроевской железной дороги. Вместе с улицей Труда является северным въездом в Колпино.
Название появилось в 1930-х годах. На всем своем протяжении Загородная улица двухполосная.
В 2022 году планировалось начать капитальный ремонт Загородной улицы. Извилистость и ширину планировалось оставить прежними, но планировалось поднять высоту на 700-метровом участке от дома 73 на север максимум на метр и построить три подпорные стенки в местах, где Загородная улица проходит по берегу реки Ижоры. Работы завершились в конце ноября 2024 года.
В будущем, согласно проекту планировки, трассу Загородной улицы планируется спрямить на участке от Балканской дороги до дома 51 и расширить. Новая трасса будет включать в себя также улицу Василия Кудрявцева.
В 2021 году начался процесс расселения жилых домов на Загородной улице, 31, 32 и 33, для последующего сноса в рамках реновации.

## Достопримечательности
- Братское кладбище советских воинов, погибших в Великую Отечественную войну (мемориальный комплекс «Балканы»)  Объект культурного наследия народов РФ регионального значения. Рег. № 781721202950005 (ЕГРОКН). Объект № 7800522000 (БД Викигида). 1966 г., 1974 г., архитектор О. Б. Голынкин, скульптор В. И. Гордон.
- Загородная улица проходит вдоль реки Ижоры, местами — вблизи нее. С улицы открываются виды на реку и мосты.

Загородная улица и открывающиеся с нее виды
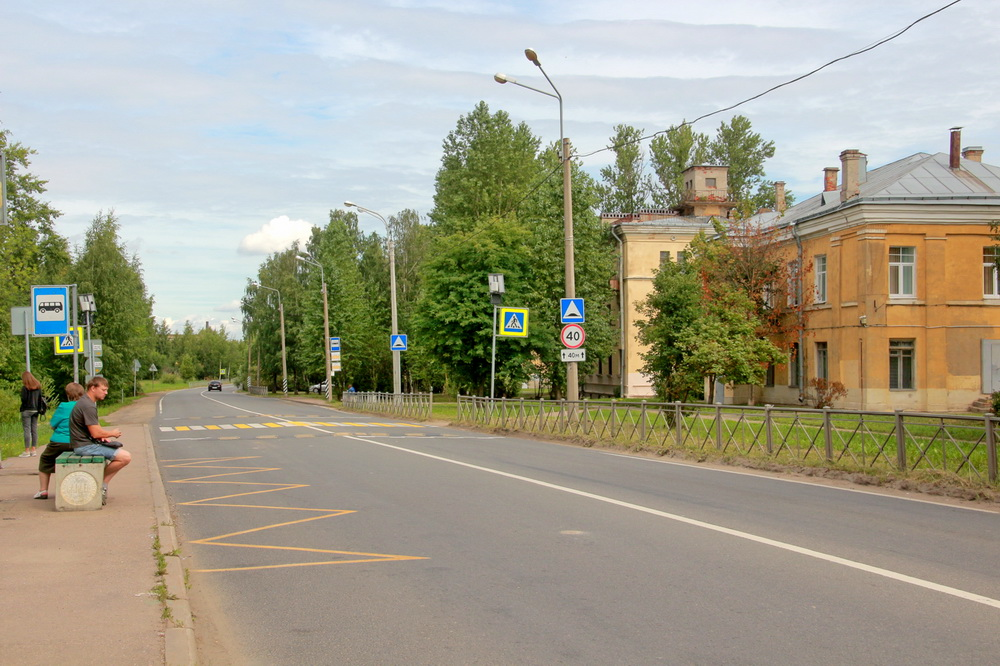
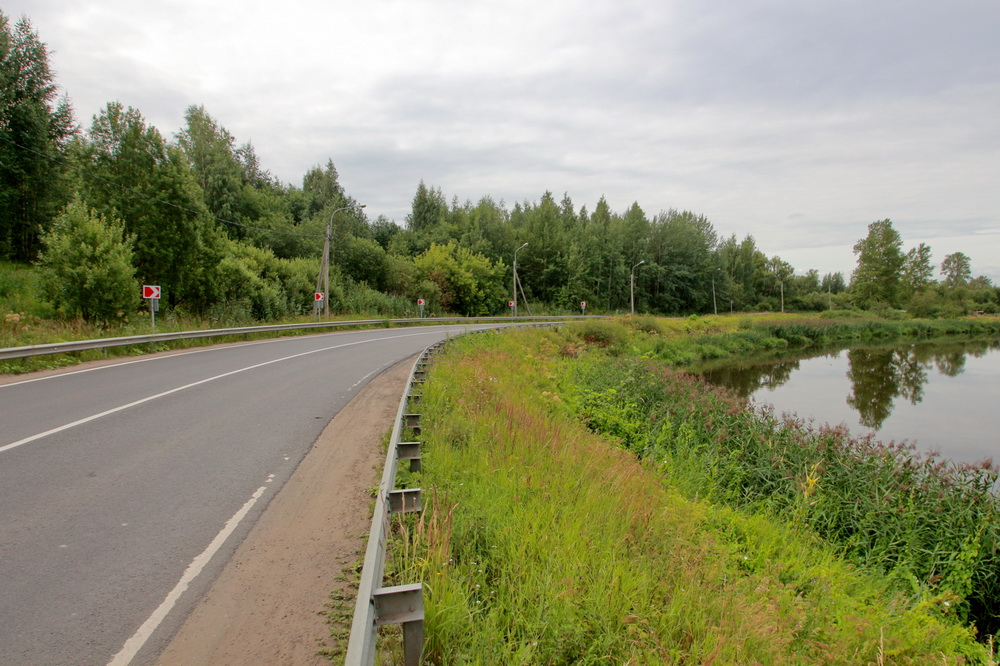
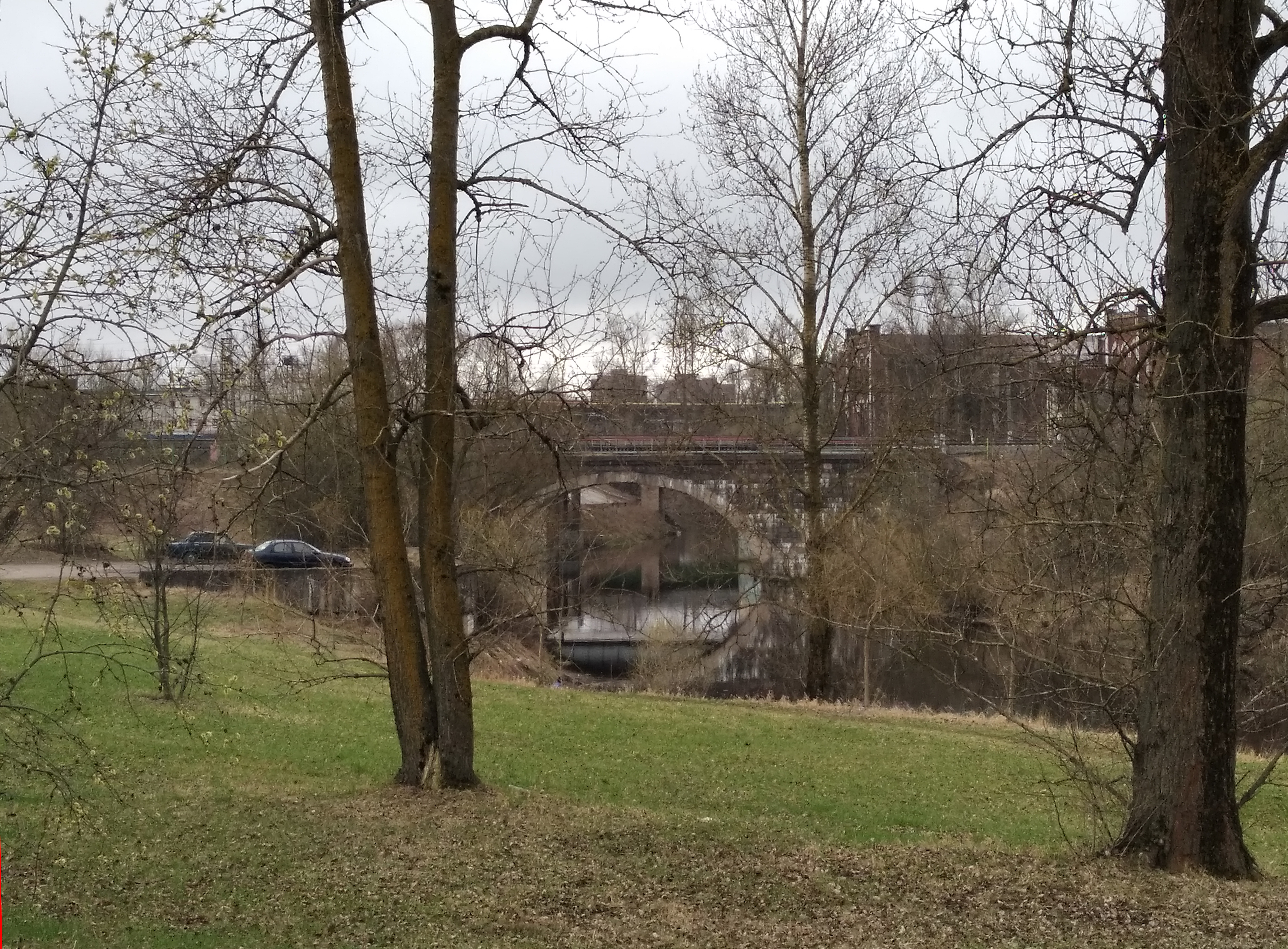
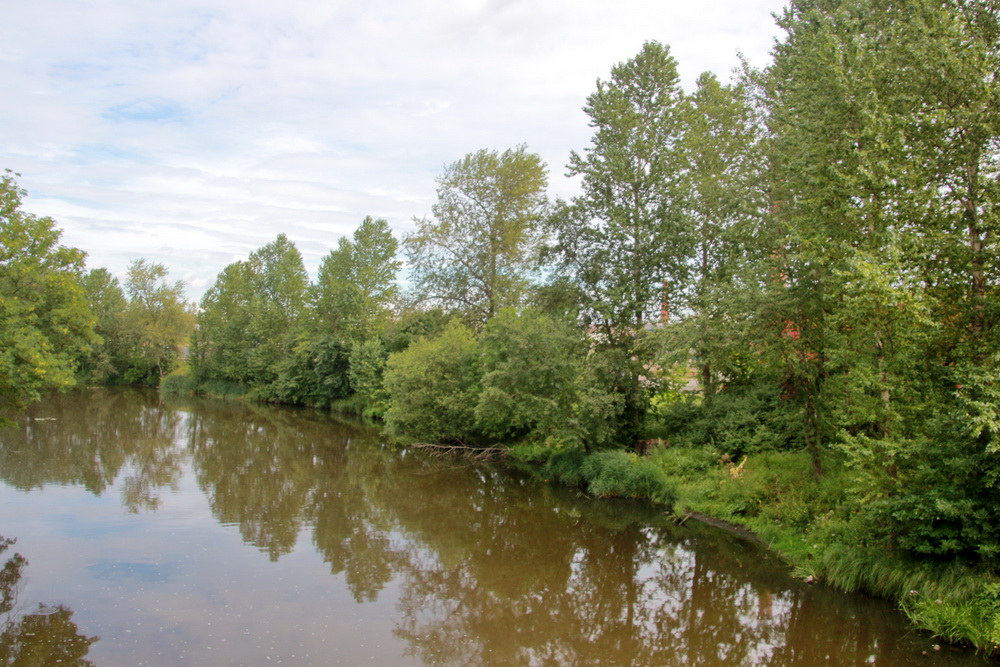